# يوهي تاكيدا
يوهي تاكيدا (باليابانية: 武田 洋平) (30 يونيو 1987 في أوساكا في اليابان – )؛ هو لاعب كرة قدم ياباني سابق كان يلعب كحارس مرمى.

## وصلات خارجية
- يوهي تاكيدا على موقع الاتحاد الدولي (مؤرشف)  (الإنجليزية)
- يوهي تاكيدا على موقع رابطة كرة القدم اليابانية للمحترفين (اليابانية)
- يوهي تاكيدا على موقع قاعدة بيانات كرة القدم.إي يو (الإنجليزية)
- يوهي تاكيدا على موقع Soccerway.com (الإنجليزية)
- يوهي تاكيدا على موقع عالم كرة القدم.نت (الإنجليزية)
- يوهي تاكيدا على موقع كووورة